# Extensions de Final Fantasy XI
Les extensions de Final Fantasy XI sont des jeux qui proposent un contenu qui vient s'ajouter à Final Fantasy XI. Elles nécessitent donc le jeu original pour fonctionner. Final Fantasy XI sort à partir de 2002 au Japon, de 2003 en Amérique du Nord puis de 2004 en Europe, successivement sur PlayStation 2, PC doté de Windows, puis Xbox 360, et constitue un nouvel opus de la fameuse série Final Fantasy initiée en 1987. Il s'agit du premier MMORPG de Square (devenu Square Enix en 2003), il est réalisé par Koichi Ishii et produit par Hiromichi Tanaka.
Final Fantasy XI connait un bon accueil de la part du public bien qu'il propose un gameplay plus ardu et exigent que ses principaux concurrents (World of Warcraft de Blizzard en tête). Le jeu est particulièrement bien reçu au Japon où il devient en quelques mois le MMORPG dominant du marché. Le public se compose d'environ un demi-million de joueurs dans le monde entier depuis quelques années.
Au vu du bon accueil du jeu, Square Enix fait développer du contenu supplémentaire pour préserver l'intérêt des joueurs après plusieurs mois ou plusieurs années. Final Fantasy XI connait donc quatre extensions qui sortent entre 2003 et 2007 puis trois scénarios additionnels sortis en 2009.

## Final Fantasy XI: Rise of the Zilart
Final Fantasy XI: Rise of the Zilart est la première extension du jeu. Elle sort au Japon en avril 2003, soit moins d'un an après la sortie de Final Fantasy XI dans cette région.
Elle ajoute de nouvelles zones et de nouveaux jobs class comme les Dragoons, les Samouraï et les Ninjas, des métiers provenant d'anciens opus de la série Final Fantasy.
Par la suite, cette extension est incluse d'office dans:
- la version PC nord-américaine de Final Fantasy XI sortie en octobre 2003[4],
- la version PC européenne de Final Fantasy XI (également avec l'extension Chains of Promathia) sortie en septembre 2004[4],
- toutes les versions Xbox 360 de Final Fantasy XI, sorties en avril 2006,
- divers packs contenant le jeu ajouté de ses extensions, souvent appelés Final Fantasy XI: Vana'diel Collection.

## Final Fantasy XI: Chains of Promathia
Final Fantasy XI: Chains of Promathia est la deuxième extension. Elle sort au Japon et en Amérique du Nord sur PC et PlayStation 2 en septembre 2004.
Elle propose plusieurs nouvelles zones mais n'ajoute aucun nouveau job ou système de jeu. Elle développe beaucoup l'univers et le scénario du jeu.
Par la suite, cette extension est incluse d'office dans:
- la version PC européenne de Final Fantasy XI (également avec l'extension Rise of the Zilart) sortie en septembre 2004[4],
- toutes les versions Xbox 360 de Final Fantasy XI, sorties en avril 2006,
- divers packs contenant le jeu ajouté de ses extensions, souvent appelés Final Fantasy XI: Vana'diel Collection.

## Final Fantasy XI: Treasures of Aht Urhgan
Final Fantasy XI: Treasures of Aht Urhgan est la troisième extension
Elle ajoute de nouvelles zones de jeu ainsi que trois nouveaux jobs : mage bleu, marionnettiste et corsaire. Cette extension propose de nouveaux systèmes de jeu. Les joueurs peuvent désormais procéder à l'élevage et aux courses de chocobos comme cela s'était fait dans les épisodes antérieurs de Final Fantasy. Ils peuvent aussi participer à des combats de monstres apprivoisés et entrainés dans le pankration.
Par la suite, cette extension est incluse d'office dans les versions Xbox 360 de Final Fantasy XI, sorties en avril 2006, ainsi que divers packs contenant le jeu ajouté de ses extensions, souvent appelés Final Fantasy XI: Vana'diel Collection.

## Final Fantasy XI: Les Guerriers de la Déesse
Final Fantasy XI : Les Guerriers de la Déesse (le nom est cette fois-ci traduit) est la quatrième et dernière extension en date de Final Fantasy XI.
L'extension prend place dans Vana'diel, vingt ans avant les évènements du jeu original. Elle ajoute les jobs de danseur et d'érudit et de nouvelles zones et quêtes.
Par la suite, cette extension est incluse dans le pack Final Fantasy XI: Vana'diel Collection 2008.

## Scénarios additionnels
À partir de 2009, Square Enix abandonne le support physique pour la vente de ses extensions, comme cela se fait de plus en plus à cette époque, pour proposer des « scénarios additionnels » vendus en téléchargement uniquement.
L'augure du cristal - L'écho des âmes perdues est le premier chapitre d'extension. Il est distribué dans toutes les régions et pour tous les supports le 22 mars 2009 en Amérique du Nord et au Japon, puis le lendemain en Europe.
Songe d'une nuit de Moogle - Un festival d'embûche est le deuxième chapitre d'extension. Il est distribué dans toutes les régions et pour tous les supports le 5 juillet 2009 en Amérique du Nord et au Japon, puis le lendemain en Europe.
Les manigances de Shantotto - Le pire complot de Vana'diel est le troisième chapitre d'extension.